# Martina Koschuttnigg
Martina Koschuttnigg (12 marzo 1974) è un'ex sciatrice alpina austriaca.

## Biografia
Specialista delle prove veloci originaria di Bleiburg, la Koschuttnigg debuttò in campo internazionale ai Mondiali juniores di Maribor 1992; in Coppa del Mondo ottenne due piazzamenti, il 30º posto nella discesa libera di Whistler del 6 marzo 1994 e il 43º nel supergigante di Mammoth Mountain di tre giorni dopo, ultimo risultato della sua carriera. Non prese parte a rassegne olimpiche o iridate.

## Palmarès

### Coppa del Mondo
- Miglior piazzamento in classifica generale: 124ª nel 1994

### Coppa Europa
- Miglior piazzamento in classifica generale: 5ª nel 1994